# مساحلة (خنفر)

تعديل مصدري - تعديل

مساحله هي إحدى قرى عزلة جعار بمديرية خنفر التابعة لمحافظة أبين، بلغ تعداد سكانها 209 نسمة حسب تعداد اليمن لعام 2004.